# Karpfenteich (Berlin)

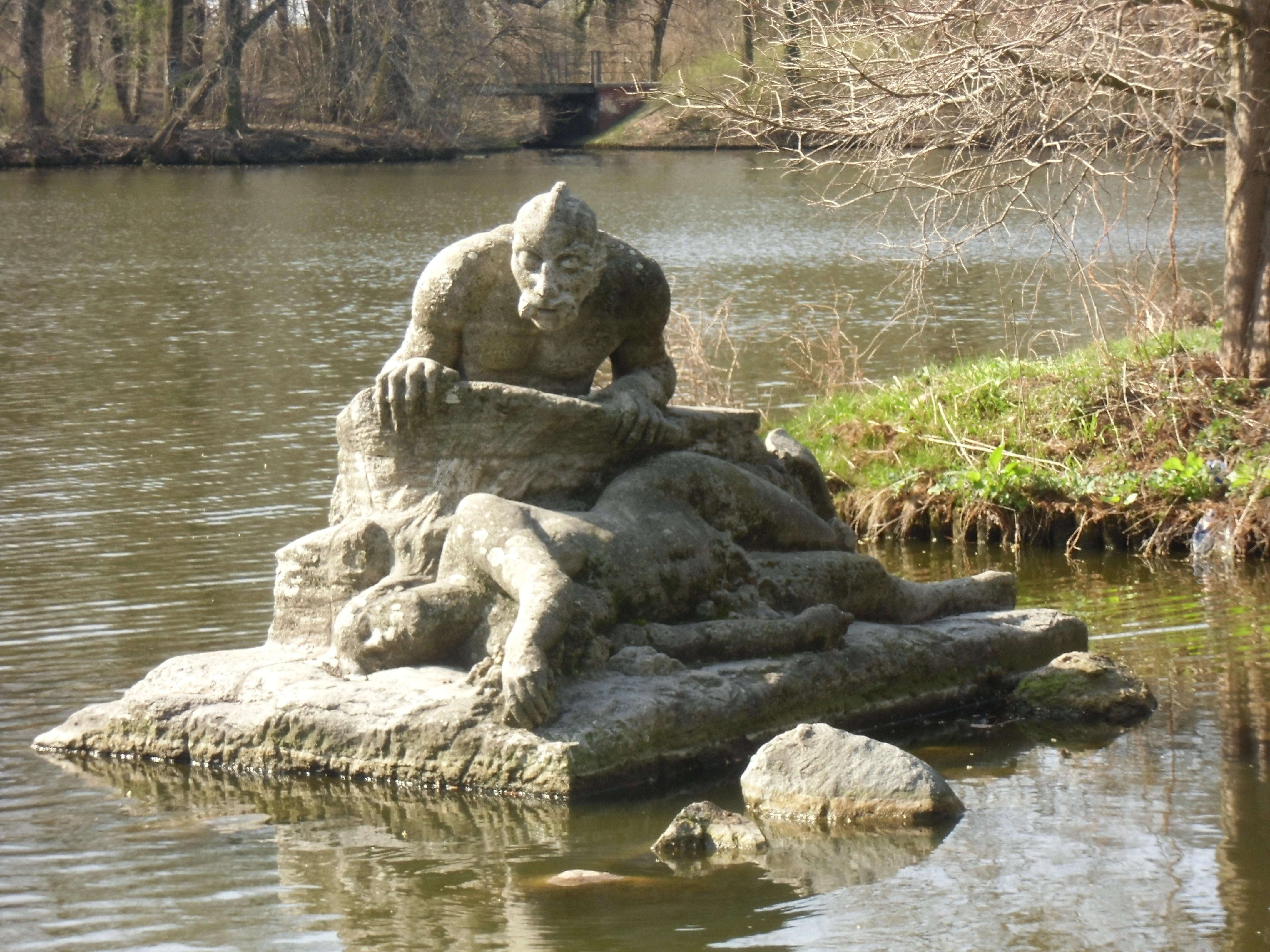
Skulptur Meeresgrund von Otto Petri

Der Karpfenteich in Berlin ist ein künstlich angelegtes Gewässer im Berliner Ortsteil Alt-Treptow (Bezirk Treptow-Köpenick).
Der Teich befindet sich im Treptower Park südlich des Sowjetischen Ehrenmals. Er wurde im Zuge der Parkgestaltung vom Berliner Gartenarchitekten Gustav Meyer Ende des 19. Jahrhunderts angelegt. Er schuf in der Nähe eine Spielwiese und nutzte hierfür den Aushub des Teichs. Dieser sollte durch den Heidekampgraben gespeist werden, so dass Meyer während der Bauarbeiten einen Damm in Richtung Graben errichten ließ. Ein entlassener Arbeiter zerstörte diesen jedoch, wodurch sich die Vertiefung mit Wasser füllte und die Arbeiten am Teich verzögert wurden. Die Pächter der umliegenden Gaststätten setzten Karpfen ein und gaben dem zuvor namenlosen Gewässer damit seine heutige Bezeichnung.
1896 fand um den Karpfenteich die erste deutsche Kolonialausstellung im Rahmen der Berliner Gewerbeausstellung im imperialen Deutschen Kaiserreich statt. Dafür wurden 106 Kinder, Frauen und Männer aus deutschen Kolonialgebieten in Afrika und Melanesien von der Reichsregierung und den Kolonialbehörden in dubiosen Methoden angeworben, die während der Zeit der  Ausstellung in Kulissendörfern (auch verächtlich Negerdörfer genannt) fünfeinhalb Monate am Teich leben und schauspielern mussten.
1907 stellte man eine Plastik aus Muschelkalk mit der Bezeichnung Meeresgrund von Otto Petri (1860–1942) an einer Bucht auf.
Im Winter 2009/2010 verendete ein Großteil der im Teich lebenden Fische, nachdem das Gewässer zu großen Teilen durchfror. Im Mai 2010 entschloss man sich daher im Zuge einer Besatzmaßnahme, junge Hechte in den Teich einzusetzen. Ende Oktober ergänzte man den Besatz durch Schleien.
Im Jahr 2019 wurde im Rahmen einer Sanierungsmaßnahme abgesetzter Schlamm – vor allem aus den Regenwasserüberläufen nahegelegener Straßenabwässer – abgesaugt. Die maximale Tiefe wird auf einer Informationstafel am Teich mit nunmehr mit 2,5 Metern angegeben.
Im Februar 2021 verstarb ein Winterbader beim Versuch, zwischen zwei Eislöchern zu tauchen.
Im April 2021 wurden Bade- und Angelverbotsschilder rund um den See aufgestellt.

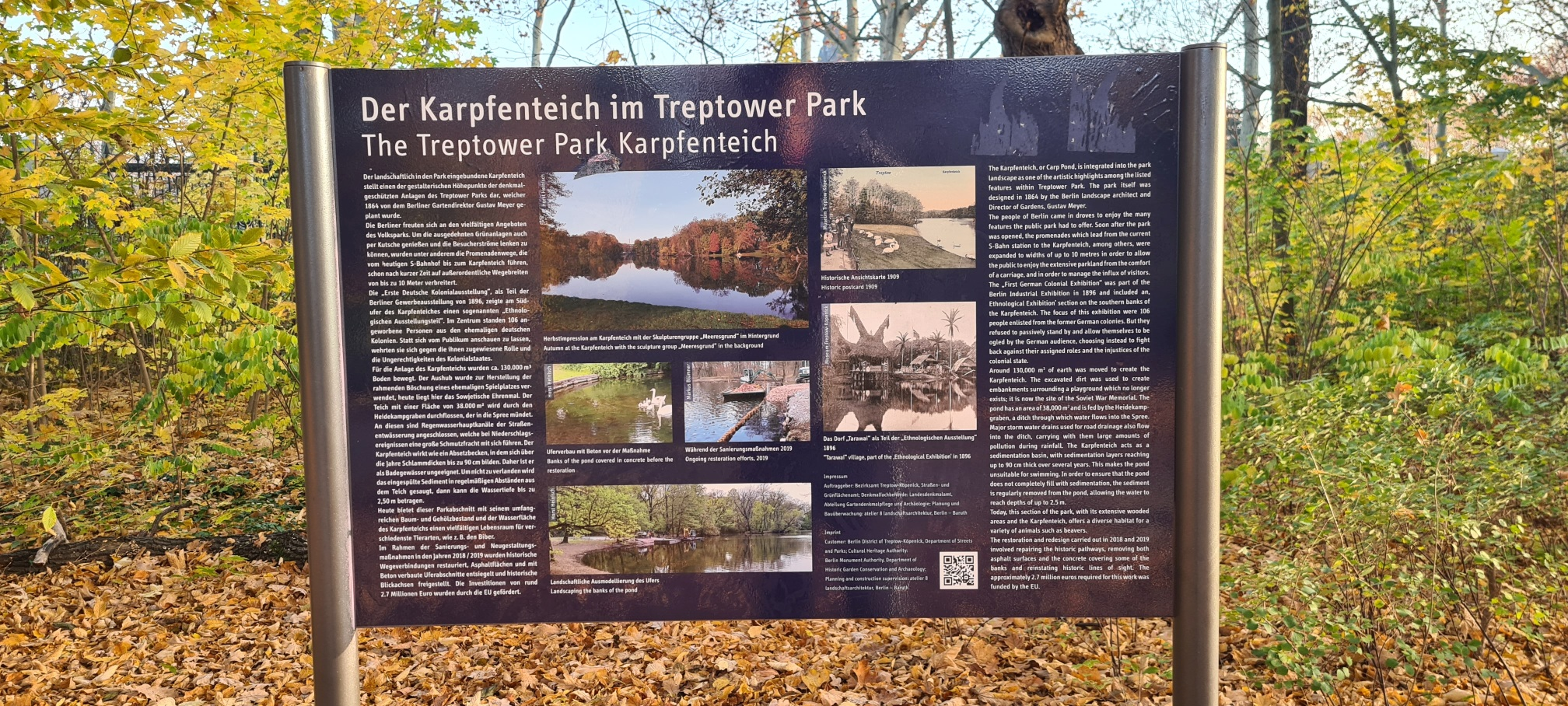
Informationstafel am Karpfenteich im Treptower Park, Berlin